# Симон Грегорчич
Симон Грегорчич (*Simon Gregorčič, 15 жовтня 1844 —†24 листопада 1906) — словенський письменник.

## Життєпис
Походив з бідної селянської родини. Народився у 1844 році в селищі Врсно. У 1851—1852 роках навчався в початковій школі Лібушнє. Потім до 1855 року у м. Горіція. У 1855—1864 роках начався у гімназії Горіції, яку закінчив на відмінно.
Грегорчич обрав кар'єру священика. Водночас починає активно займатися літературною діяльністю. З 1864 до 1868 року навчався у Горіційській семінарії. У 1867 році його було висвячено на священика. З 1868 до 1873 року був священиком у рідному селищі. З часом сан священика став тягарем для Грегорчича.
У 1873 році призначається священиком до Ригенберка (сучасний Браник). Тут він перебував до 1881 року. В цей час, у 1877 році, поступає до Віденського університету.
1882 року стає вікарієм у Градишці. Водночас більше уваги став приділяти літературі. Того ж року випустив першу збірку своїх віршів. У 1887 році вийшов у відставку, після чого купив будинок, де мешкав як приватна особа. У 1888 році вийшла друга збірка віршів Грегорчича.
Через скруту у 1897 році знову очолює вікаріат в Градишці. Цю посаду обіймав до 1899 року, після цього вийшов на пенсію. У 1902 році вийшла третя збірка віршів поета.
У 1903 році він переїздить до Горіції. Тут приділяв велику увагу навчаню молоді. Помер у 1906 році.

## Творчість
Романтична поезія Симона Грегорчича пройнята любов'ю до рідного краю, турботою про майбутнє народу, його самобутність — «Батьківщині», «Окропите кров'ю мого серця», «Річці Соче». Інтимна лірика забарвлена мотивами туги, самотності, незадоволеності життям («Сила любові», «Природа весілля», «Молитва дівчини»). Багато віршів поета покладені на музику і стали народними піснями.